# Raúl del Pozo
Raúl del Pozo Page (Mariana, 25 de diciembre de 1936) es un periodista español y escritor.

## Biografía
Inició su carrera periodística en 1960, en el Diario de Cuenca, forjándose profesionalmente en el diario Pueblo. En los 70 también trabajó en Mundo Obrero y en los 80 en Interviú. Fue durante esa década en la que recibió el Premio de Periodismo Pedro Rodríguez y el Premio Francisco Cerecedo de Periodismo. 
Además de cronista parlamentario y analista de actualidad, tanto en radio como en televisión, como por ejemplo, en los programas de María Teresa Campos Día a día (1996-2004) y Cada día (2004-2005), desde 1991 es columnista del diario El Mundo, donde, en 2007, tomó el testigo del fallecido Francisco Umbral en la columna El ruido de la calle. En 1991 se opuso a la guerra del Golfo Pérsico, incorporándose al colectivo Periodistas por la Paz, que edita Diario por la Paz, mientras destacaba como novelista y escritor. 
En 2005 obtuvo el Premio González-Ruano de periodismo y, tres años después, se reconoció su trayectoria con el Premio Mariano de Cavia, que otorga anualmente el Diario ABC. En 2009 recibió el Premio ABC Cultural & Ámbito Cultural, de manos de sus directores Fernando Rodríguez Lafuente y Ramón Pernas y la Medalla de Oro de Castilla-La Mancha en 2017.
Es un ateo declarado, al calificar a la Biblia como un libro de literatura fantástica, además de considerarlo mala literatura.
Enviudó en 2018 de su esposa, Natalia Ferraccioli, a la que dedicó una necrológica.
Desde 2016 se entrega el Premio "Raúl del Pozo" de columnismo, cuya recompensa es una cena de celebración con el jurado en el restaurante madrileño Casa Paco. El jurado está compuesto por el propio Raúl del Pozo, Arturo Pérez-Reverte, Antonio Lucas, Manuel Jabois, Carmen Rigalt, Ignacio Camacho, Edu Galán, David Gistau y Concha Barrigós, al que se añaden anualmente miembros invitados como Soledad Gallego-Díaz o Marta Flich. Los ganadores han sido Enric González (2016), Soledad Gallego Díaz (2017), Pedro García Cuartango (2018), Carlos Alsina (2019) y Esther Palomera (2020).
En 2020 se publica su biografía, escrita por los periodistas Jesús Úbeda y Julio Valdeón, titulada "No le des más whisky a la perrita", en formato novelado y con prólogo de Carlos Alsina.

## Obra
- Massiel, biografía (1972)
- Bernabéu, biografía (1972)
- con Diego Bardón: Un ataúd de terciopelo, biografía de El Cordobés (1980)
- Noche de tahúres, novela (1994)
- La novia, novela (1995)
- Los reyes de la ciudad, novela (1996)
- Una derecha sin héroes, artículos (1998)
- No es elegante matar a una mujer descalza, novela (1999)
- Ciudad levítica, novela (2001)
- A Bambi no le gustan los miércoles, artículos (2003)
- con Espido Freire: La diosa del pubis azul, novela (2005)
- Los cautivos de la Moncloa, artículos (2005)
- La rana mágica, artículos (2006)
- El reclamo, novela (2011)
- El último pistolero, artículos (2017)